# Лесной сарай (Кронштадт)
Лесной сарай для дубовых лесов — памятник архитектуры. Расположен в Кронштадте, современный адрес дома — Якорная площадь, 7АЖ.
Каменное одноэтажное здание построено Василием Ивановичем Баженовым в 1794—1795 годах. Оно обращено к Обводному каналу, по которому привозились материалы, торцом, перед зданием сделан эллинг, по сторонам — лестницы. Стены неоштукатурены, расшиты известью (как полагалось по проекту строительства Грейга, предполагавшему защиту от пожаров и поджогов), оштукатурены и побелены карнизы и притолоки. Цоколь с продушинами сделан из дикого чистотёсаного камня. По продольным стенам здания сделаны ниши-арки, в которых выложены кирпичные косые, снизу вверх, отверстия для лучшей просушки леса, хранящегося внутри — что было новшеством. Также в целях лучшего просушивания внутри были поставлены занимающие меньше места в сравнении с прямоугольными круглые столбы, на треть высоты (предполагаемую высоту укладки материалов) отделанные плитою. Пол кирпичный, с сеткой из трёх рядов балок, верхние из которых скреплены железными болтами.
После постройки уже в 1796 году Баженов докладывал, что сарай используется неоптимально, что может привести к разрушению здания: не прорыты каналы и стоки вокруг цоколя, заделаны продушины для просушки, идёт неравномерное заполнение склада с превышением указанной плиточной облицовкой высоты в перенагруженных областях, что ведёт к повреждению столбов, не рассчитанные для этого стропила используют для подъёмов грузов. В ответных отчётах было отмечено, что архитектор не сделал запрошенные корабельным мастером Кутыгиным подъёмные краны, не учитывает малое заполнение сарая при предписанных им нормах, не сделал даже засовов у ворот, через предназначенные для просушки отверстия, наоборот, скапливается вода, не сообщал никому о том, как должно было использовать его задумки. Баженов, в частности, отвечал, что установка кранов — дело механика, а не архитектора, было запланировано строительство большего количества сараев, а не загрузка леса для целого флота в одно здание, ряд деталей не был сделан до начала использования строения во избежание их кражи, ряд обвинений просто ошибочен (для них Баженов подробно описывал необходимые к принятию меры).